# Samväldesspelen 1982
Samväldesspelen 1982 anordnades i Brisbane i Queensland mellan den 30 september och 9 oktober 1982. Totalt 46 nationer och territorier tävlade i 142 grenar i tio sporter. Ett rekordantal på 1583 idrottare och 571 funktionärer deltog i spelen som öppnades av Prins Philip, hertig av Edinburgh och stängdes av Elizabeth II.
Brisbane utsågs till värdstad vid ett möte i juli 1976. Efter de stora ekonomiska förlusterna i samband med olympiska sommarspelen 1976 i Montréal var intresset lågt för att arrangera större idrottsevenemang och då alla andra kandidaturer dragits tillbaka innan mötet valdes staden utan konkurrens.
Under spelen hölls ett antal protester av urinvånare som ville visa på orättvisor och diskriminering i Queensland samt lyfta frågan om landrättigheter.

## Sporter
Vid Samväldesspelen 1982 tävlades det i 142 grenar i tio sporter. Bågskytte var med på programmet för första gången och gymnastik togs bort. Det hölls också uppvisningsmatcher i två demonstrationssporter. En match i bordtennis mellan Australien och Hongkong och en match i australisk fotboll mellan AFL-lagen Richmond och Carlton på The Gabba.
| Badminton Bowls Boxning Brottning Bågskytte Cykelsport | Friidrott Simsport Simhopp Simning Skytte Tyngdlyftning |

## Medaljfördelning
Totalt delades 427 medaljer ut (143 guld, 141 silver och 153 brons). Av 46 deltagande nationer och territorier tog 22 minst en medalj och 16 minst ett guld. Australien vann medaljligan med 39 guldmedaljer och 107 medaljer sammanlagt.
Det delades ut två guldmedaljer på herrarnas 200 meter då Englands Mike McFarlane och Skottlands Allan Wells korsade mållinjen så nära varandra att domarna inte kunde utse en vinnare.
| Nr | Nation      | Guld | Silver | Brons | Totalt |
| -- | ----------- | ---- | ------ | ----- | ------ |
| 1  | Australien  | 39   | 39     | 29    | 107    |
| 2  | England     | 38   | 38     | 32    | 108    |
| 3  | Kanada      | 26   | 23     | 33    | 82     |
| 4  | Skottland   | 8    | 6      | 12    | 26     |
| 5  | Nya Zeeland | 5    | 8      | 13    | 26     |
| 6  | Indien      | 5    | 8      | 3     | 16     |
| 7  | Nigeria     | 5    | 0      | 8     | 13     |
| 8  | Wales       | 4    | 4      | 1     | 9      |
| 9  | Kenya       | 4    | 2      | 4     | 10     |
| 10 | Bahamas     | 2    | 2      | 2     | 6      |
| 11 | Jamaica     | 2    | 1      | 1     | 4      |
| 12 | Tanzania    | 1    | 2      | 2     | 5      |
| 13 | Hongkong    | 1    | 0      | 1     | 2      |
| 13 | Malaysia    | 1    | 0      | 1     | 2      |
| 15 | Fiji        | 1    | 0      | 0     | 1      |
| 15 | Zimbabwe    | 1    | 0      | 0     | 1      |
| 17 | Nordirland  | 0    | 3      | 3     | 6      |
| 18 | Uganda      | 0    | 3      | 0     | 3      |
| 19 | Zambia      | 0    | 1      | 5     | 6      |
| 20 | Guernsey    | 0    | 1      | 1     | 2      |
| 21 | Bermuda     | 0    | 0      | 1     | 1      |
| 21 | Swaziland   | 0    | 0      | 1     | 1      |
| 21 | Singapore   | 0    | 0      | 1     | 1      |